# Place Louis-Aragon
Place Louis-Aragon je náměstí na ostrově sv. Ludvíka v Paříži.

## Pojmenování
Náměstí nese jméno francouzského spisovatele Louise Aragona (1897–1982), jehož román Aurelián se odehrává v těchto místech. Náměstí bylo přejmenováno 27. března 2012 u příležitosti 30. výročí spisovatelova úmrtí. Ceremoniálu se zúčastnili mj. Bertrand Delanoë (pařížský starosta), Dominique Bertinotti (ministryně a starostka 4. obvodu) a spisovatel Jean Ristat (předseda Společnosti přátel Louise Aragona).

## Poloha
Náměstí se nachází na severozápadním výběžku ostrova mezi Quai de Bourbon a Seinou.

## Popis
Náměstí je pěší zónou se stromy a lavičkami oddělené řetězem od Quai de Bourbon. Po schodech lze sejít k náplavce.